# Sumparna (Orsa socken, Dalarna)
Sumparna är en sjö i Orsa kommun och Rättviks kommun i Dalarna och ingår i Dalälvens huvudavrinningsområde. Sjön har en area på 0,0638 kvadratkilometer och ligger 263,1 meter över havet.

## Delavrinningsområde
Sumparna ingår i det delavrinningsområde (679611-145960) som SMHI kallar för Mynnar i Tenningån. Medelhöjden är 297 meter över havet och ytan är 16,74 kvadratkilometer. Det finns inga avrinningsområden uppströms utan avrinningsområdet är högsta punkten. Vattendraget som avvattnar avrinningsområdet har biflödesordning 4, vilket innebär att vattnet flödar genom totalt 4 vattendrag innan det når havet efter 367 kilometer. Avrinningsområdet består mestadels av skog (86 procent). Avrinningsområdet har 0,2 kvadratkilometer vattenytor vilket ger det en sjöprocent på 1,2 procent.